# Alvin
Alvin je mužské křestní jméno německého původu. Vzniklo ze staroněmeckého adal-wine. Vykládá se jako „urozený přítel“. Staroanglický význam znamená "elfí (moudrý) přítel".
Podle maďarského kalendáře má svátek 19. května.

## Domácí podoby
Al, Alwek, Alwínek, Alwa, Winý, Alf, Elf

## Alvin v jiných jazycích
- Německy: Alwin nebo Adalwin
- Anglicky: Alvin nebo Alwin nebo Alwyn, Alfwine (staroanglicky)
- Rusky: Alvian
- Polsky: Alwin
- Francouzsky: Aloin nebo Aluin
- Španělsky: Alvino
- Maďarsky: Alvián

## Známí nositelé jména
- Alwin-Broder Albrecht, německý námořní důstojník z 2. světové války
- Alwin Berger, německý botanik
- Alwin Boerst, americký obchodník
- Alwin de Prins, plavec, který repzentoval Luxembourg
- Alwin Karl Haagner, jihoafrický ornitolog
- Alvin M. Johnston, testovací pilot Bell Aircraft a the Boeing Company
- Alwin Kloekhorst, nizozemský lingvista
- Alwin Korselt, německý matematik
- Alvin Kraenzlein, americký atlet
- Alwin Mittasch, německý chemik
- Edgar Alwin Payne, americký malíř
- Friedrich Carl Alwin Pockels, německý fyzik
- Alvin Seville – hlavní postava ze série Alvin a Chipmunkové
- Alwin van der Linde, nizozemský malíř

## Různé významy
- Alvin és a mókusok – maďarská punk-rocková kapela
- Alvin (Texas) – město v Texasu
- Alvin (ponorka) – hlubinná ponorka námořnictva Spojených států amerických
- Alvin Theater – newyorské divadlo na Broadway, postavené v roce 1927